# Jacobsberg (Rheinisches Schiefergebirge)
Der Jacobsberg, auch „Jakobsberg“, ist eine rund 200 Meter hohe Erhebung im Südwesten der Stadt Wuppertal im Stadtteil Cronenberg.

## Topologie
Am westlichen Fuß des Berges, der zum Staatsforst Burgholz gehört, verläuft die Wupper. Auf der linken Seite der Wupper verläuft die autobahnähnlich ausgebaute Landesstraße 74 (L 74). Im Süden des Jakobsberges liegt der Cronenberger Ortsteil Kohlfurth, wo auch die Ausbaustrecke der L 74 endet. Im Westen verläuft vom Stadtteil Cronenberg kommend die Landesstraße 427 (L 427), die sich serpentinenartig um den Jacobsberg herum windet und dann auf die L 74 mündet. Ein Abschnitt der L 427 ist als Straße Am Jacobsberg benannt.
Die Erhebung ist Teil der naturräumlichen Einheit Burgholzberge (Ordnungsnummer 338.051).

## Bauwerke
Der Jacobsberg ist bis auf einzelne Häuser der Ortslage Wahlert am Rand der L 427 unbebaut und zum großen Teil bewaldet. Im Norden liegt an der L 427, bevor sie talwärts verläuft, ein Parkplatz, der als Startpunkt für Wanderungen dient.
In der Nähe des Jacobsberges liegt im Ortsteil Kohlfurtherbrücke das Bergische Straßenbahnmuseum.